# 川越火力発電所
川越火力発電所（かわごえかりょくはつでんしょ）は、三重県三重郡川越町大字亀崎新田字朝明87-1にあるJERAの天然ガス火力発電所。

## 概要
中部電力の設備として、1989年（平成元年）6月に1号機が運転を開始、4号系列までが建設された。
燃料に液化天然ガス（LNG）を使用している。天然ガスを液化する際にガス中の「ちり」、また燃焼時には硫黄分などの不純物を取り除いているため、硫黄酸化物や煤塵の発生がなく、クリーンな発電であるとされる。
1、2号機は主蒸気温度566℃、主蒸気圧力31MPa、さらに二段再熱式（再熱蒸気温度は二段とも566℃）とした超々臨界圧のボイラーおよび蒸気タービンを採用した。
3、4号系列は排熱回収型コンバインドサイクル発電方式を採用し、熱効率48.5%（高位発熱量基準）を達成している。
かつては世界最大の火力発電所であったが、2007年（平成19年）に台湾の台中発電所（583.4万kW）、2008年に韓国の保寧（ポリョン）発電所（595.4万kW）、2010年（平成22年）10月に東京電力の富津火力発電所（504万kW）に追い抜かれた。
2019年4月、当発電所は中部電力からJERAに承継された。
2020年、当発電所のLNG基地は、日本初のLNGバンカリング船「かぐや」の拠点となった。
また、本発電所構内には、中部電力の太陽光発電設備がある。これは武豊火力発電所5号機の開発に伴い「メガソーラーたけとよ」の発電設備を「メガソーラーかわごえ」と名称を改め移設されたものであり、2017年5月31日に全面で運転を開始した。

## 発電設備
- 総出力：480.2万kW（火力発電所として）[5]
- 敷地面積：約108万m2

1号機
発電方式：汽力発電方式
定格出力：70万kW
使用燃料：LNG
ボイラー：超々臨界圧二段再熱ボイラー
熱効率：41.7%（高位発熱量基準）
営業運転開始：1989年（平成元年）6月
2号機
発電方式：汽力発電方式
定格出力：70万kW
使用燃料：LNG
ボイラー：超々臨界圧二段再熱ボイラー
熱効率：41.7%（高位発熱量基準）
営業運転開始：1990年（平成2年）6月
3号系列
発電方式：1,300℃級改良型コンバインドサイクル発電(Advanced Combined Cycle)方式
定格出力：170.1万kW（24.3万kW × 7軸）
　ガスタービン：15.8万kW × 7軸
　蒸気タービン： 8.5万kW × 7軸
使用燃料：LNG
熱効率
　48.5%（高位発熱量基準）
　53.9%（低位発熱量基準）
営業運転開始：1996年（平成8年）12月
4号系列
発電方式：1,300℃級改良型コンバインドサイクル発電(ACC)方式
定格出力：170.1万kW（24.3万kW × 7軸）
　ガスタービン：15.8万kW × 7軸
　蒸気タービン： 8.5万kW × 7軸
使用燃料：LNG
熱効率
　48.5%（高位発熱量基準）
　53.9%（低位発熱量基準）
営業運転開始：1997年（平成9年）11月
メガソーラーかわごえ
出力：7,500kW
想定年間発電量：1140万kWh
営業運転開始：2017年（平成29年）5月31日

## コミュニティ施設
- 川越電力館テラ46
- 温水プール
- 川越緑地公園
- 釣り桟橋